# Capo Verde ai Giochi della XXX Olimpiade
Capo Verde ha partecipato ai Giochi della XXX Olimpiade di Londra, che si sono svolti dal 27 luglio al 12 agosto 2012, con una delegazione di 3 atleti.
Nessun atleta ha superato le batterie o il primo turno di qualificazione nella disciplina in cui era impegnato, pertanto Capo Verde ha terminato i Giochi senza ottenere medaglie.

## Atletica leggera
Gare maschili
| Atleta      | Evento | Batteria | Batteria | Finale          | Finale          |
| Atleta      | Evento | Tempo    | Pos.     | Tempo           | Pos.            |
| ----------- | ------ | -------- | -------- | --------------- | --------------- |
| Ruben Sança | 5000 m | 14'35"19 | 21º      | non qualificato | non qualificato |

Gare Femminili
| Atleta        | Gara  | Batteria | Batteria | Quarti          | Quarti          | Semifinali      | Semifinali      | Finale          | Finale          |
| Atleta        | Gara  | Tempo    | Pos.     | Tempo           | Pos.            | Tempo           | Pos.            | Tempo           | Pos.            |
| ------------- | ----- | -------- | -------- | --------------- | --------------- | --------------- | --------------- | --------------- | --------------- |
| Lidiane Lopes | 100 m | 12"72    | 4ª       | non qualificata | non qualificata | non qualificata | non qualificata | non qualificata | non qualificata |

## Judo
| Atleta           | Evento           | 32-esimi             | 16-esimi                     | Quarti               | Semifinali           | 1° Ripescaggio       | 2° Ripescaggio       | Finale               | Finale          |
| Atleta           | Evento           | Avversario Risultato | Avversario Risultato         | Avversario Risultato | Avversario Risultato | Avversario Risultato | Avversario Risultato | Avversario Risultato | Classifica      |
| ---------------- | ---------------- | -------------------- | ---------------------------- | -------------------- | -------------------- | -------------------- | -------------------- | -------------------- | --------------- |
| Adysangela Moniz | +78 kg femminile | Bye                  | I. Ortiz (CUB) P (0002-0103) | non qualificata      | non qualificata      | non qualificata      | non qualificata      | non qualificata      | non qualificata |